# Baniéré Koré
Koré ou  Baniere Koré  é uma pequena vila e comuna no Cercle de Nioro du Sahel na Kayes (região) do sudoeste do Mali. Em 1998 a comuna tinha uma  população de 7754.